# Convenzione sui prodotti chimici, 1990
La Convenzione sui prodotti chimici, 1990 è la convenzione n. 170 dell'Organizzazione internazionale del lavoro (ILO), adottata il 25 giugno 1990, a seguito della riunione del 6 giugno 1990 a Ginevra della Conferenza generale dell’Organizzazione internazionale del lavoro, nel corso della sua 77ª sessione.
Obiettivo di tale convenzione è la protezione dei lavoratori contro i rischi derivanti dall'uso di prodotti chimici.

## Ratifiche
A luglio 2023, la convenzione era stata ratificata da 23 Stati.